# Asperitas
Un asperitas (du latin : brutal) est une caractéristique supplémentaire de plusieurs genres de nuages et non un nuage particulier. Il fut proposé pour la première fois en 2009, sous le nom asperatus, à l'Atlas international des nuages de l'Organisation météorologique mondiale (OMM), comme formation nuageuse distincte. C'était la première fois depuis 1956 que cela fut proposé à l'Atlas international des nuages.
En 2017, l’asperitas a été reconnu par l'OMM dans la nouvelle version de l'Atlas. Le phénomène est surnommé la « rivière du ciel » à cause de « sa beauté et de ses ondulations ».

## Historique
Gavin Pretor-Pinney et la Cloud Appreciation Society ont classé un grand nombre de photos de nuages selon les catégories de l'Atlas et se sont trouvés en face d'un certain nombre représentant une base fortement ondulante ne semblant pas entrer dans les types habituels. Ils ont donc demandé l'appui de la Royal Meteorological Society dans leur démarche pour introduire un nouveau type. 
La BBC semble reconnaître implicitement l'existence de ce nouveau type de nuage. Le « monsieur météo » de la BBC, M. Fish y allant de sa propre explication : « Les nuages sont un mélange de deux masses d'air, une très chaude et humide, l'autre très froide et très sèche ; elles sont comme l'huile et l'eau, elles ne se mélangent pas ». 
Cependant, les scientifiques sont plutôt sceptiques et tendent à expliquer le phénomène par une configuration particulière des conditions atmosphériques et du relief. Ils font valoir que rien n'est connu des conditions météorologiques de chacune des situations où les photos ont été prises, en particulier la stabilité de l'atmosphère. Tout ce qu'ils peuvent dire c'est que le phénomène ressemble à des undulatus ou des mammas très spectaculaires en vagues inversées, des variétés de nuages déjà répertoriées.
Selon la nouvelle version en préparation de l'Atlas international des nuages en 2016, le nom officiel de l'asperatus devenait asperitas (stratocumulus ou altocumulus). Le 27 mars 2017, l'Organisation météorologique mondiale a publié la nouvelle version de l'Atlas comprenant l’asperitas,.

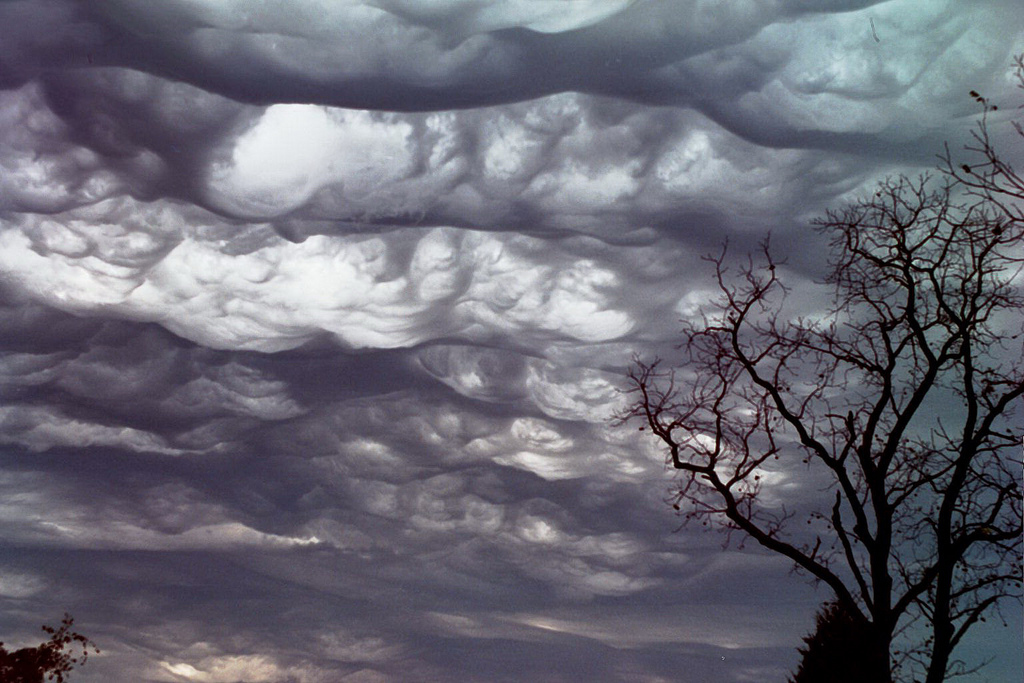
Pocahontas (Missouri)
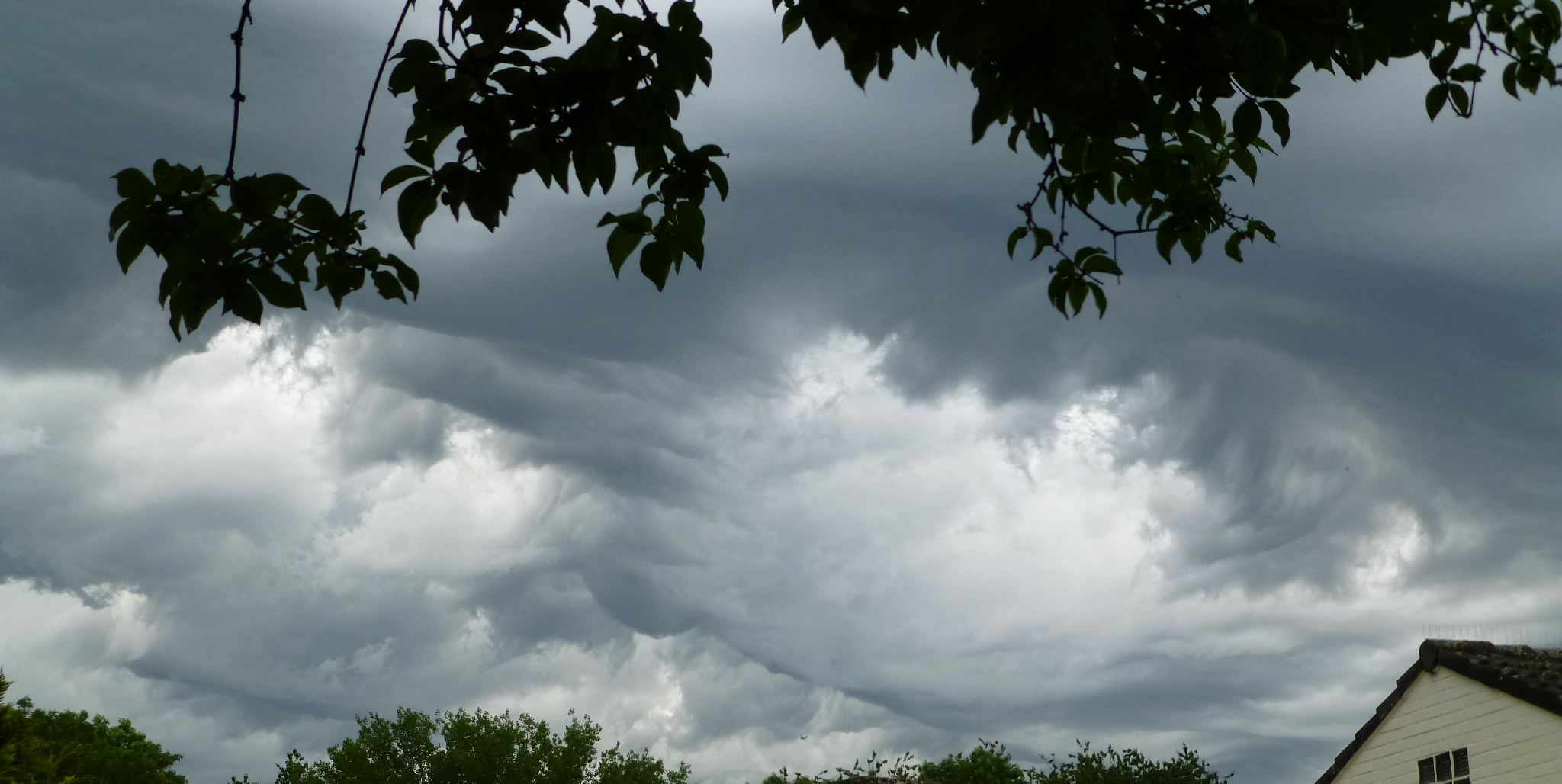
Waterloo, Belgique, juin 2014
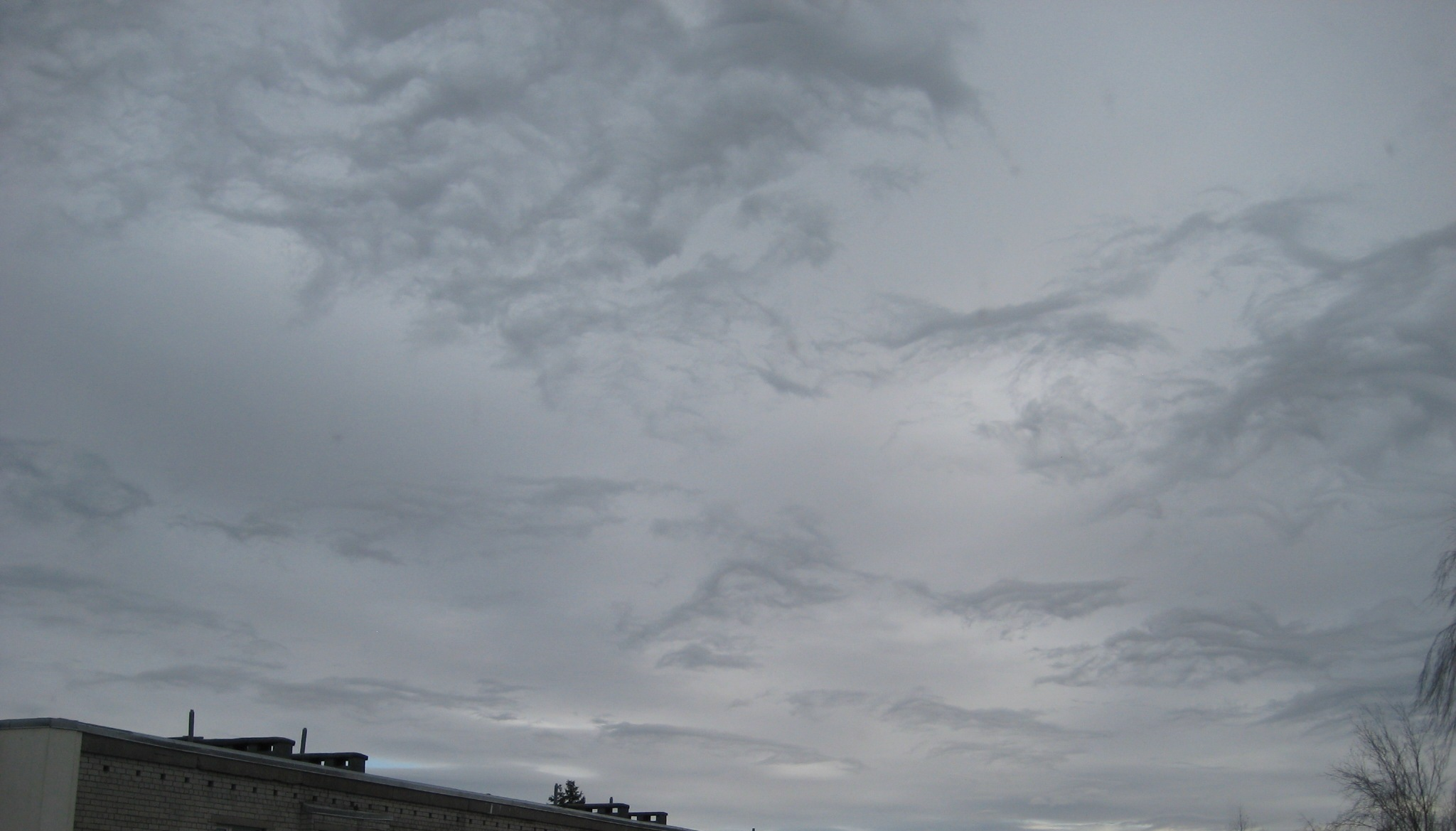
Tallinn, Estonie, avril 2009